# Базомбанза, Проспер
Проспер Базомбанза (фр. Prosper Bazombanza; род. 12 февраля 1960, Русака) — бурундийский политический и государственный деятель. Вице-президент Бурунди с 23 июня 2020 года. Базомбанза был назначен на эту должность новоизбранным президентом Эваристе Ндайишимие.

## Биография
Базомбанза родился 12 февраля 1960 года в Русаке. Окончил университет Бурунди по специальности инженер. С 2002 по 2005 год был губернатором провинции Мваро. Он занимал пост первого вице-президента Пьера Нкурунзизы с 13 февраля 2014 по август 2015 года. С 2016 по 2017 год Базомбанза занимал должность генерального директора Национального института социального обеспечения, а также генерального секретаря Агентства по регулированию и контролю в сфере страхования.
23 июня 2020 года был назначен на должность вице-президента, заменив первого вице-президента Гастона Синдимво после создания единого вице-президентства.